# Festival de Cinema de Hollywood
O Hollywood Film Festival é um festival anual de cinema sediado em Los Angeles , Califórnia, EUA. Criado em 1997 por Carlos de Abreu e sua esposa, a modelo Janice Pennington.
Com o objetivo de conectar os estúdios de Hollywood a cineastas independentes, homenageando a arte de fazer filmes.
O Hollywood Discovery Awards homenageia os vencedores das categorias de recursos, documentários, curtas e vídeos de música.
O Hollywood Film Festival é composto por:
- Hollywood Animation Film Festival
- Hollywood Comedy Film Festival
- Hollywood Digital Film Festival
- Hollywood Documentary Film Festival
- Hollywood Horror Film Festival
- Hollywood Independent Film Festival
- Hollywood International Film Festival
- Hollywood Kids Film Festival
- Hollywood Shorts Film Festival
- Hollywood World Film Festival